# بيدرو كاردوسو
بيدرو كاردوسو (بالبرتغالية: Pedro Cardoso‏) هو ممثل برازيلي، ولد في 31 ديسمبر 1962 في البرازيل.

## وصلات خارجية
- بيدرو كاردوسو على موقع IMDb (الإنجليزية)
- بيدرو كاردوسو على موقع قاعدة بيانات الفيلم (الإنجليزية)
- بيدرو كاردوسو على موقع ليتربوكسد (الإنجليزية)